# كأس السوبر الإفريقي 2010
كأس السوبر الأفريقي 2010 هي النسخة الثامنة عشر من منافسة كأس السوبر الأفريقي، وهي مباراة سنوية تجمع بين الفائز بدوري أبطال أفريقيا والفائز بكأس الاتحاد الكونفدرالي الأفريقي لكرة القدم. أقيمت المباراة بين فريق مازيمبي من الكونغو الديمقراطية وفريق الملعب المالي من مالي.

## الفرق
مازيمبي الفائز بدوري أبطال أفريقيا
 الملعب المالي الفائز بكأس الكونفدرالية

## النتيجة النهائية
مازيمبي (2-0)  الملعب المالي

## الفائز بالبطولة
(اللقب الأول)